# Gilbert Alpízar
Gilbert Alpízar Delgado (7 gennaio 1971) è un ex giocatore di calcio a 5 costaricano.

## Biografia
Anche il fratello Alejandro è stato un calciatore e giocatore di calcio a 5.

## Carriera
Con la nazionale costaricana Alpízar ha disputato due campionati mondiali (1992 e 2000) entrambi conclusi al primo turno. 